# Planète (revue)
Pour les articles homonymes, voir Planète (homonymie).

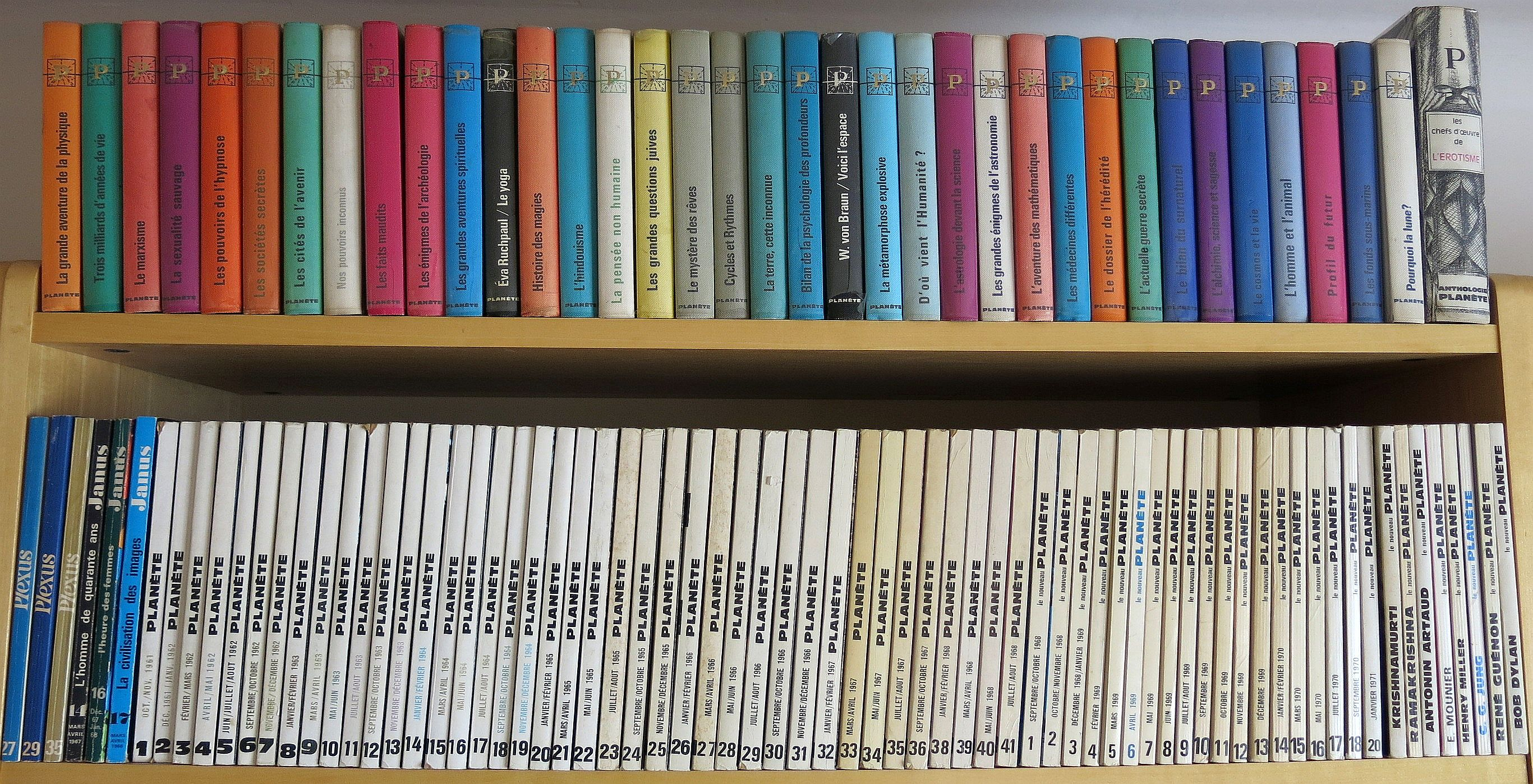
Divers ouvrages de la revue Planète (dont 36 des 39 Encyclopédies).

Planète est une revue bimestrielle française éditée entre 1961 et 1971 qui reprenait les différents thèmes abordés dans l'ouvrage de Jacques Bergier et Louis Pauwels, Le Matin des magiciens, et qui se présentait comme l'organe du mouvement du réalisme fantastique.

## Histoire

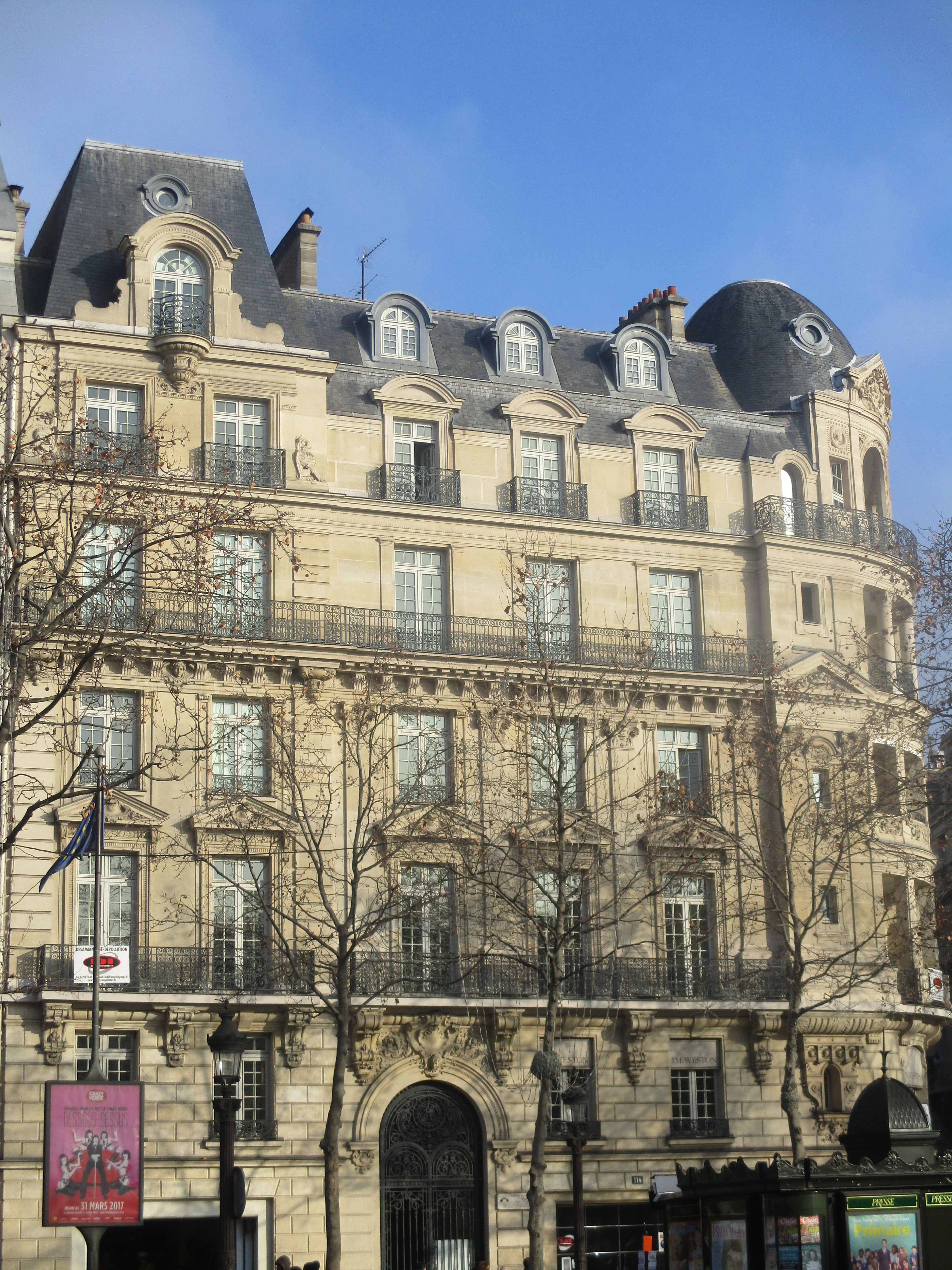
L'immeuble des anciennes éditions Planète.

Le succès inattendu et rapide du Matin des Magiciens incite ses auteurs, Jacques Bergier et Louis Pauwels, à créer une revue consacrée entièrement aux thèmes évoqués dans cet ouvrage. Ce sera la revue Planète, dont le slogan était « Rien de ce qui est étrange ne nous est étranger ! ». Après deux années passées dans les locaux exigus de l'éditeur Victor Michon, au 8 rue de Berri à Paris VIIIe, le siège de la revue s'installe dans un immeuble cossu de l'avenue des Champs-Élysées (au 114).
Lancée en 1961 (premier numéro en octobre-novembre), la revue Planète contient en moyenne 150 pages et paraît à un rythme bimestriel. Elle est imprimée en noir et blanc dans un format carré (17 x 17 cm) car « destinée aux masses les plus larges » selon Louis Pauwels, qui en explique le concept dans sa revue Question de, parue en 1972 immédiatement après la disparition d'un Nouveau Planète.
Le premier numéro de Planète, initialement tiré à 8 000 exemplaires, atteint les 80 000 réimpressions. Le pic des ventes dépasse 100 000 exemplaires par numéro. Les ambitions de la revue, qui rassemble des textes de science-fiction, des articles ésotériques et insolites et des essais d'écrivains, visent plus à un objectif de remue-méninges qu'à empiéter sur les plates-bandes de revues classiques de vulgarisation scientifique, même si un sondage a révélé que 44 % des lecteurs de Planète sont aussi lecteurs du mensuel Science et Vie.
Le premier plat de couverture représente toujours le gros plan d'une sculpture de tête humaine, à travers les anciennes civilisations terrestres.
Planète sera édité dans une douzaine de langues étrangères avec des déclinaisons en Europe et en Amérique du Sud (Pianeta, Horizonte, Planeta, Bres, Planet, etc.), ainsi qu'une édition en langue arabe en 1969.
La revue s'interrompt, d'abord en août 1968 après 41 numéros, avant de reparaître quelques mois plus tard sous le titre Le Nouveau Planète (23 numéros de septembre 1968 à août 1971). Le titre sera définitivement arrêté en 1972, Pauwels souhaitant s'orienter vers d'autres entreprises, avec entre autres le trimestriel Question de... dont le premier numéro paraît en octobre 1973 ; Question de... est repris par Marc de Smedt en 1981. 
Un éphémère Nouveau Nouveau Planète, ou « Planète grand format », dirigé par Marc de Smedt, paru entre fin 1971 et mai 1972, sous le titre Planète et en faisant explicitement référence à Louis Pauwels comme fondateur, est abandonné après trois numéros.

## Contenu
La revue Planète abordait différents domaines :
- Histoire des sciences : la revue fit connaître du grand public, par exemple, des précurseurs méconnus comme Ruđer Josip Bošković[réf. souhaitée].
- Science-fiction : des écrivains comme Fredric Brown, Daniel Keyes, Isaac Asimov, Arthur C. Clarke, Ray Bradbury et Robert Sheckley y furent publiés, et des discussions entamées autour de leurs écrits.
- Fantastique : la revue consacra plusieurs articles à Lovecraft et surtout à Jorge Luis Borges, dont elle publia aussi quelques nouvelles (parmi lesquelles La bibliothèque de Babel).
- Futurologie : une interview d'Isaac Asimov en 1965 sur le thème « Comment je vois le monde en 1995 » révèle un quasi sans faute : la seule chose qu'Isaac Asimov n'avait pas vue venir (comme la plupart des auteurs au milieu des années 1960) était le micro-ordinateur personnel.
- Art, sociologie, ethnologie, éthologie.

Parmi les auteurs-phare apparaissaient Aimé Michel, Rémy Chauvin, George Langelaan, Bernard Heuvelmans, Charles Noel Martin, Jean-Émile Charon, Raymond de Becker, Gabriel Véraldi, François de Closets, Marc Gilbert, Jacques Mousseau (rédacteur en chef, et futur concepteur de l'émission télévisée Temps X), René Alleau, Henri Laborit, Jacques Lecomte et Guy Breton. Plusieurs dessinateurs et peintres de renom y firent leurs classes : Roland Topor, Jean Gourmelin, René Pétillon, Pierre Clayette, Pierre-Yves Trémois, etc. La secrétaire de rédaction était Arlette Peltant.

## Controverses
Le succès de la revue divise l'opinion publique des années 1960 : imposture intellectuelle et scientifique pour les uns, révélations inédites pour les autres, elle se distingue par son anticonformisme et ses innovations rédactionnelles et graphiques. Des philosophes, sociologues et écrivains tels Mircea Eliade, Edgar Morin, Odile Passeron, Jean-Bruno Renard, Umberto Eco ou Jean d'Ormesson se penchent sur ce phénomène éditorial dans divers articles et essais.
Un succès incontestable de cette revue est d'avoir révélé au très grand public des auteurs comme Jorge Luis Borges, Robert Sheckley, Fredric Brown, Daniel Keyes, Howard Phillips Lovecraft alors que le premier n'était connu que dans un cercle de passionnés de littérature et que les suivants ne l'étaient que des habitués des magazines de science-fiction ou de fantastique.
Le groupe surréaliste, via Robert Benayoun, dénonce la ligne rédactionnelle de la revue.

## Planèteet ses satellites

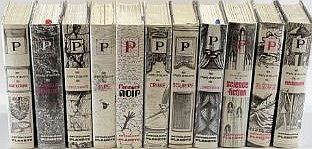
11 des 13 Anthologies Planète.

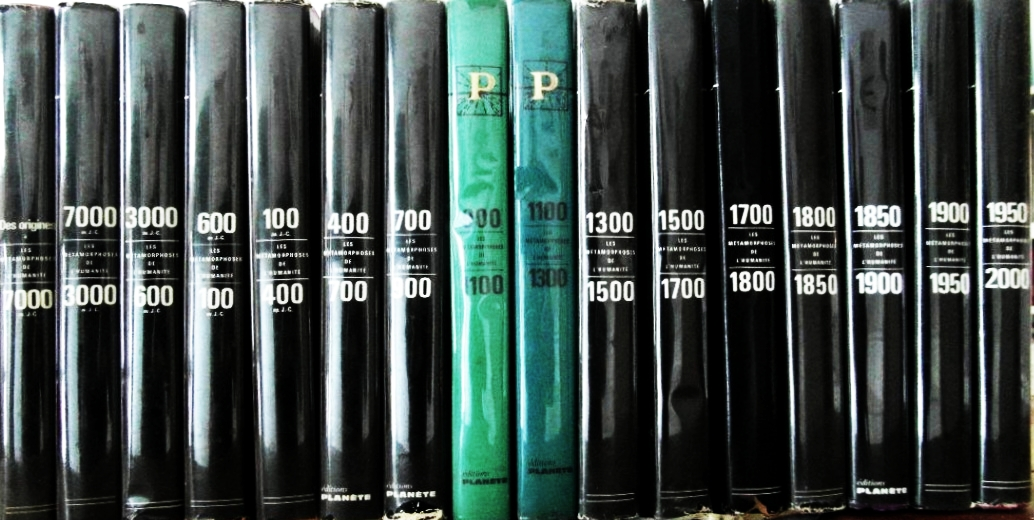
Les Métamorphoses de l'humanité.

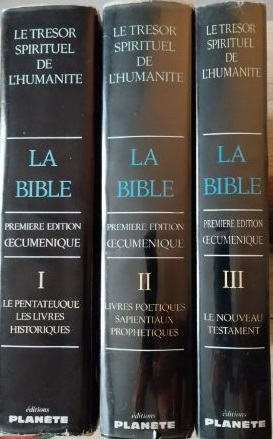
La 1ère Bible œcuménique aux éditions Planète.

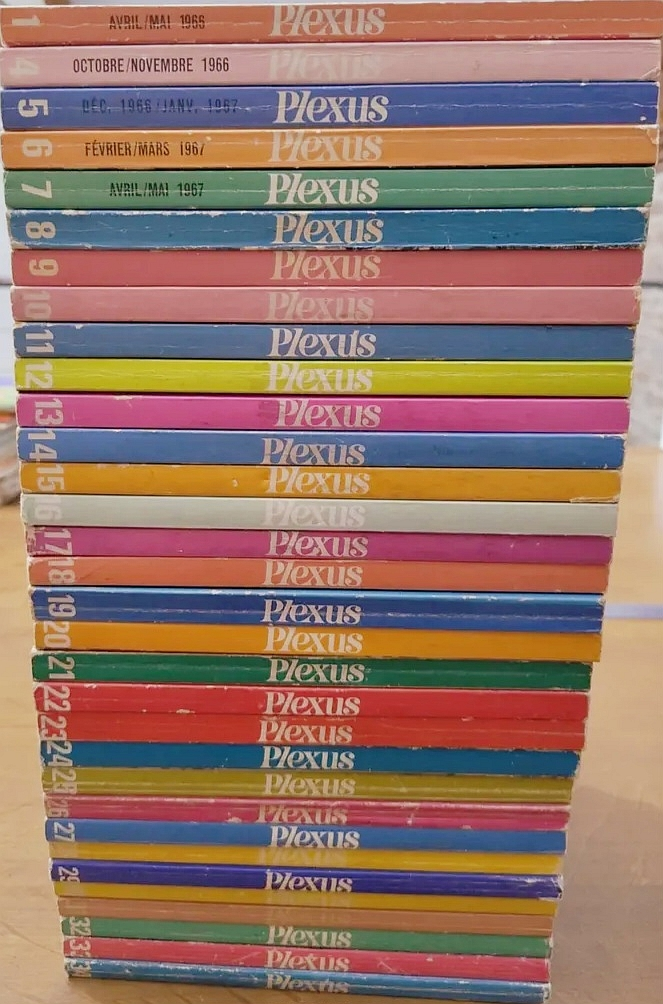
La revue masculine Plexus.

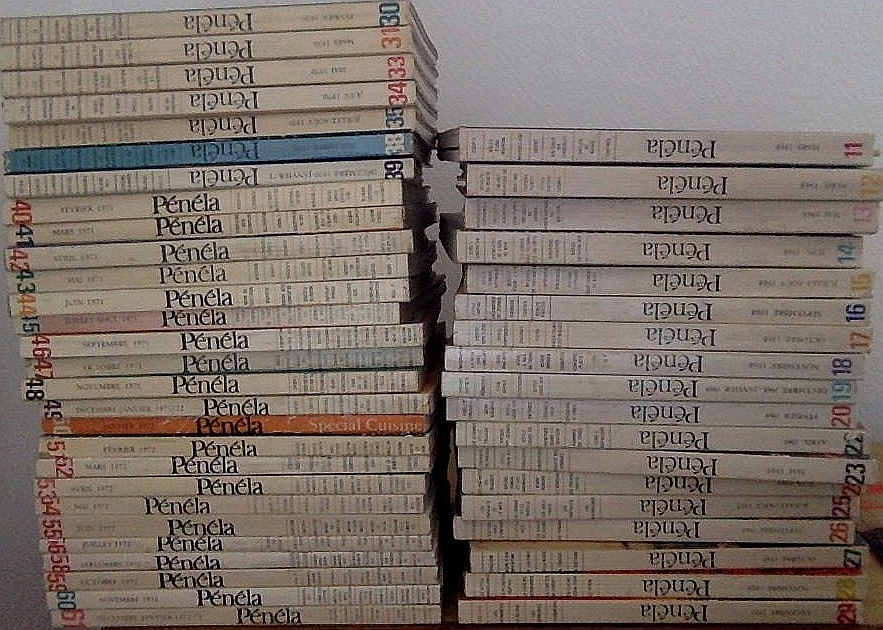
La revue féminine Pénéla.

La revue a publié à partir de 1963 trente-neuf ouvrages d'environ 250 pages au format carré dans la collection « Encyclopédie Planète » et, sous la direction de Jacques Sternberg (et souvent Jacques Bergier et Alex Grall), treize « Anthologies Planète » qui regroupent les chefs-d’œuvre de ce que l’on appelait à l’époque les « littératures parallèles » telles que la science-fiction, la bande dessinée, l’humour noir…
Encyclopédie Planète:
- La grande aventure de la physique
- Trois milliards d'années de vie
- Le marxisme
- La sexualité sauvage
- Les pouvoirs de l'hypnose
- Les sociétés secrètes
- Les cités de l'avenir
- Nos pouvoirs inconnus
- Les faits maudits
- Les énigmes de l'archéologie
- Les grandes aventures spirituelles
- Le yoga
- Histoire des magies
- L'indouisme
- La pensée non humaine
- Les grandes questions juives
- Le mystère des reves
- Cycles et rythmes
- La terre cette inconnue
- Bilan de la psychologie des profondeurs
- Voici l'espace (Werner von Braun)
- La métamorphose explosive
- D'où vient l'humanité?
- L'astrologie devant la science
- Les grandes énigmes de l'astronomie
- L'aventure des mathématiques
- Les médecines différentes
- Le dossier de l'hérédité
- L'actuelle guerre secrète
- Le bilan du surnaturel
- L'alchimie, science et sagesse
- Le cosmos et la vie
- L'homme et l'animal
- Profil du futur (Arthur C. Clarke)
- Les fonds sous-marins
- Pourquoi la lune?
- La métamorphose explosive
- Le bilan du surnaturel
- Histoire et guide de la France secrète

En complément, la rédaction a lancé des éditions à thèmes (« Présence Planète », avec des essais, « Planète Action », « Planète Plus », « Planète Histoire »...), édité une édition œcuménique de la Bible en trois volumes et le Veda et le Coran en un volume, dans la collection des « Trésors spirituels de l'humanité », et une épopée des civilisations humaines à travers les 16 ouvrages de la série « Métamorphoses de l'humanité » (des origines, .., la sagesse, le miracle grec, l'universel, les temps de la guerre sainte, l'an mil, le temps des cathédrales, les découvertes, les renaissances, les aventuriers, le réalisme, .., l'an 2000). Est aussi édité de façon plus confidentielle un Cours d'initiation à la pensée ésotérique, en trente parties.
Essais de Présence Planète:
- La lettre et l'esprit, vers une typographie logique, François Richaudeau
- Les certitudes irrationnelles, Docteur A. Cuénot
- Les yeux du miracle, Croiset le clairvoyant, J.H. Pollack
- À propos des soucoupes volantes, mystérieux objets célestes, Aimé Michel
- Le dieu du futur, vers la religion du 3e millénaire, Jean-Charles Pichon (1)
- Celui qui nait, le dieu du futur, Jean-Charles Pichon (2)
- L'Europe a fait le monde, une histoire de la pensée européenne, André Amar
- L'immense voyage, les méditations d'un grand naturaliste, Loren Eiseley
- L'être et le verbe, la science, la foi, l'univers, Jean Charon
- Le créateur d'étoiles, Olaf Stapledon
- L'hérédité planétaire, notre naissance et l'horloge cosmique, Michel Gauquelin
- Les Machinations de la nuit, le rêve dans l'histoire et l'histoire du rêve, Raymond de Becker
- De la mesure de soi, l'examen de conscience d'un biologiste, Jacques Ménétrier
- Univers, vie, raison, c'est pourquoi nous irons dans l'espace (pensée soviétique d'avant-garde), I. Chklovski

Planète Histoire:
- Conversations avec Bonaparte, Maximilien Vox
- Octobre rouge, Viktor Alexandrov
- La vie tragique de Freud, Raymond de Becker
- 34-39 l'avant-guerre, Michel Ragon
- Adolf Hitler, Alan Bullock
- Mao Tse Toung, André Migot
- La guerre d'Algérie, Pierre Beyssade
- Les grands procès d'assises

Romans et dossiers divers:
- Écritures cathares, René Nelli
- Les nouveaux réalistes, Pierre Restany
- Le masque de Dimitrios, Éric Ambler
- Traficants d'armes, Éric Ambler
- Le vol de l'anti-G, Georges Langelaan
- Le phénomène L.S.D., John Cashman
- Comment ne pas tuer votre femme, docteur XXX
- France, ton passé f... le camp, ton avenir aussi, Merlin
- Catholiques d'aujourd'hui
- Le dossier politique de l'électeur français

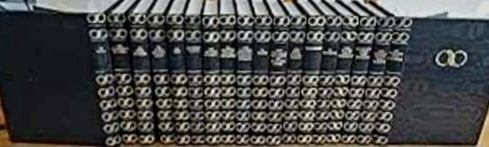
Bibliothèque de l'Irrationnel et des Grands Mystères (éditions C.E.L.T.).

Louis Pauwels créa à cette occasion un petit groupe de presse, les éditions Retz, qui publia aussi la revue Plexus, une revue bimestrielle d'humour et d'érotisme masculine (37 numéros), et la revue féminine Pénéla (61 numéros).
Par l'intermédiaire de François Richaudeau et de Pierre Chapelot, la ligne éditoriale du groupe s'articulait autour des éditions Denoël, avec les déclinaisons des éditions Retz, du Club de la Femme, du Club des Amis du Livre ou du CELT (Culture-Art-Loisirs, où seront publiés les 28 volumes noirs moirés de la "Bibliothèque de l'irrationnel et des grands mystères"), perpétuant en quelque sorte l'ébauche culturelle tentée juste après guerre avec Travail et Culture puis La Bibliothèque Mondiale de Victor Michon, Louis Pauwels et ce même François Richaudeau. 
Aujourd'hui, certains ouvrages des éditions du Rocher peuvent être considérés dans l'esprit des thèmes abordés par les membres de Planète.

## Discographie
- Les conférences Planète - Introduction au réalisme fantastique par Louis Pauwels à l'Odéon théâtre de France, 1963, présentation de Jean-Louis Barrault, Club national du disque - le club des jeunesses de France (33T CND).

## L'héritage dePlanète

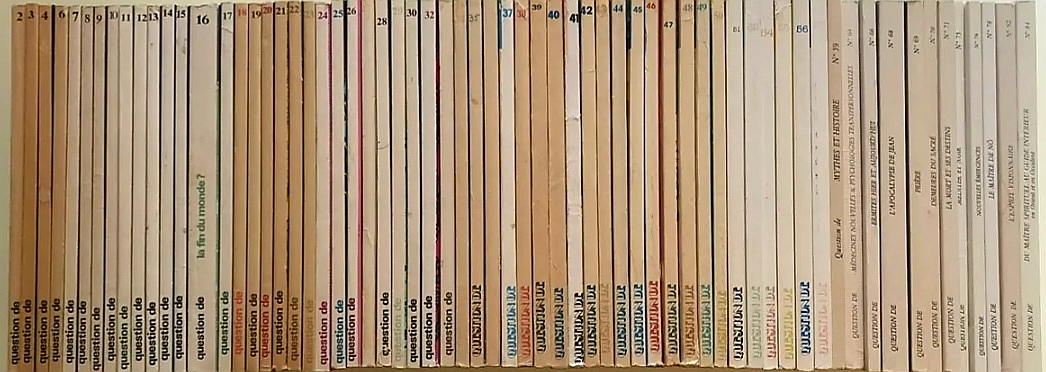
64 numéros de la revue Question de.

Pauwels tente de faire resurgir chez Retz l'esprit Planète en 1973, avec sa revue Question de - spiritualité, tradition, littérature bimestrielle ayant le même siège social, qui intègre alors une partie de la rédaction de Planète, ainsi qu'entre autres Claudine Brelet, Robert Amadou, Alain de Benoist, Raymond Abellio ou encore Raymond Ruyer. Elle est toujours publiée actuellement, mais plutôt orientée sur des idées New Âge désormais. Pauwels part en 1980.

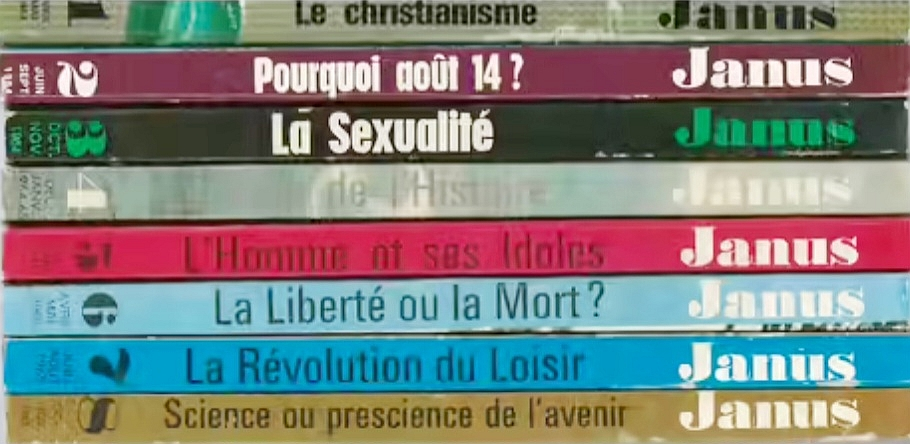
Les huit premiers numéros de la revue Janus.

Durant les années 1960, Robert Laffont tente d'imiter le style (et le succès) de Planète avec sa revue Janus, dont les thèmes et le format se rapprochent du modèle original (17 numéros, en supplément de la revue "Miroir de l'Histoire"), sur l'homme et son avenir, mais qui est un échec. Planète contenait très peu de publicité, et l'intérieur de celle-ci était souvent d'allure austère, noir et blanc oblige, cependant que François Richaudeau assurait un réglage typographique assez novateur (expliqué dans "La lettre et l'esprit, vers une typographie logique", coll. Présence Planète).
Deux revues anglophones ont par la suite reflété une partie de l'« esprit Planète » : Omni et Wired Magazine. Cependant il s'agit de luxueux magazines en couleurs, alors que Planète était en noir et blanc et de format moyen et carré. Marc de Smedt et Patrice Van Eersel, anciens de Planète, imagineront une formule identique pour leur revue Nouvelles Clés. Puis la revue Science Frontières, de Jean-Yves Casgha, rédacteur en chef de l'émission Rayons X, se rapproche des précédentes.
La revue brésilienne Planeta existe toujours. Elle est initiée en 1972 par Domingo Alzugaray et Luis Carta, les fondateurs des éditions Três. Luis Pellegrini en prend la direction en 1975.
En 2013, le journaliste scientifique Charles-Maxence Layet crée et dirige l'éphémère Orbs, l'autre Planète qui s'inspire de l'esprit et de la forme générale du Planète des années 1960. Du fait de l'absence de publicité, et à la suite de l'échec de tentatives d'autofinancement, seules seront publiés six éditions numérotées de #0 à #5,.

#### Principale
- Gabriel Veraldi, Planète (bandeau : « Planète revient »), éd. du Rocher, 1996. Livre commémoratif, 25 ans après la disparition de la revue.
- Politica Hermetica, no 10, 1996, p. 152 à 174 (éd. L'Âge d'Homme). Article du sociologue Jean-Bruno Renard, « Le mouvement Planète : un épisode important de l'histoire culturelle française ».
- Clotilde Cornut, La revue Planète (1961-1968). Une exploration insolite de l'expérience humaine dans les années soixante, éd. de l'Œil du Sphinx, coll. « Les dossiers du Réalisme Fantastique no 1 », septembre 2006.
- « La revue Planète », émission radiophonique de France-Culture le 09/09/2006.

#### Sur le phénomènePlanèteet ses critiques

##### Articles

###### Articles de presse
- Le Courrier Rationaliste, mars 1961. Article d'Evry Schatzman : « Le Matin des Magiciens, ou le monde à l'envers ».
- Nouvelle Revue Française, no 98, 1961. Article « Deux magiciens de la persuasion », p. 332-337.
- Sauve qui doit, le 22 octobre 1961 : tract surréaliste "anti-Planète" de sept pages, signées par Robert Benayoun, Roger Blin, André Breton, André Pieyre de Mandiargues, Charles Estienne, Edouard Jaguer, José Pierre, Jean Schuster, etc. se concluant par ces mots Les robots ne passeront pas !
- Internationale situationniste,  no 7 - avril 1962 p. 46 : Si vous lisez "Planète" à haute voix vous sentirez mauvais de la bouche !
- Fiction no 104, juillet 1962. Article de Sartene G. : « Réalisme fantastique ou fantastique idéalisme ? (à propos de Planète) ».
- France-observateur, 17 juillet 1962. Article de François Herbault : « Planète, une revue qui avance à reculons ».
- Arts et Spectacles, hebdomadaire du 27/02/1963. Article de Jean d'Ormesson : « Voici le temps des mystificateurs ».
- Arts et Spectacles, hebdomadaire du 24/04/1963. Article de la sociologue Odile Passeron : « Neuf Planète au microscope ». Republié dans Le crépuscule des Magiciens.
- L'Unité, hebdomadaire no 184, 19 décembre 1975. Article de Pascal Ory : « Nos ancêtres les crétins » (critique du "Matin des magiciens").
- Arts et Spectacles, hebdomadaire du 24/04/1963. Article d'André Parinaud : « Qui est malhonnête ? » (id.).
- « La mystique de Planète ». Article de Umberto Eco de 1963, repris dans La guerre du faux, éd. Le Livre de Poche, 1985.
- Planète, no 35, juillet-août 1967. Article de Jean Lignel : « Lecteurs de Planète, qui êtes-vous ? ».
- Maintenant (Canada), n° XXIX, mai 1964. Article d'Henri Dallaire : « Louis Pauwels et sa Planète ».
- Le Petit Écrasons, no 3, 1965. Article de José Pierre : « Les fausses cartes transparentes de Planète, ou l'érotisme des laborantins qui chantent. Avec une petite contribution surréaliste au dossier de la confusion  planétaire » (complément tiré à part de la revue La Brèche). Repris dans Le Terrain Vague, éd. Eric Losfeld, 1966.
- Arts et Spectacle, hebdomadaire du 24/04/1965. Article de Jean Servier : « Les faussaires de la science » (à la suite des articles d'André Parinaud, Louis Pauwels et Jean Servier dans Arts et Spectacles du 10/03/1965).
- Le Monde. Articles d'Edgar Morin, « Planète et anti-Planète », 1er (« Le phénomène et sa critique »), 2 (« Les thèmes de Planète ») et 3 juin (« Le drapeau planétaire ») 1965.
- Fiction no 142, septembre 1965. Article de Bruno Wauters : « Faut-il brûler les anthologies Planète ? ».

###### Articles de revues spécialisées
- Guy Gauthier, Le lendemain des Magiciens, dans « Europe » n° d'avril-Mai 1966

- Damien Karbovnik, « L'échec d'une "religion" New Age : l'exemple des ateliers Planète », Revue de l'histoire des religions, vol. 238,‎ mars 2021, p. 515-545 (DOI https://doi.org/10.4000/rhr.11278#xd_co_f=MjYzODQ5ZjdmM2FlMzRiZDA5OTE2NDM2MzM5NTQ4NjU=~, lire en ligne)
- Maxime Prévost, « La rédemption par les ovnis : lectures croisées de Vol 714 pour Sydney et de la revue Planète », Études françaises, vol. 46, no 2,‎ 2010, p. 101-117 (DOI 10.7202/044537ar, lire en ligne).
- Alexandre Moatti, « Science et théories scientifiques au prisme de la revue Planète », Politica Hermetica, L'Âge d'Homme, no 28,‎ décembre 2014, p. 59-69 (lire en ligne).
- Jacques Mousseau, « Planète 20 ans après », Communication et langages, no 50,‎ 3e-4e trimestre 1981, p. 89-97 (lire en ligne).
- Problèmes politiques et sociaux, no 450-451, 1982. Article de Jean-Claude Pecker : « Le Débat sur les phénomènes paranormaux », avec extraits de textes de Planète : « La planète des Magiciens », p. 23-30.
- Elisabeth Vonarburg, étude Retour au Matin des Magiciens, revue Solaris no 109, 1994; rééd. revue Dragon et Microchips no 15, décembre 1998 (rubrique "Les Études du Dr Armitage")

##### Ouvrages
- Mircea Eliade, « Modes culturelles et histoire des religions ». Article de 1965, repris lors d'un cours à l'université de Chicago en 1967, et dans Occultisme, sorcellerie et modes culturelles, éd. Gallimard, 1978.
- Yves Galifret et al., Le crépuscule des Magiciens. Le réalisme fantastique contre la culture, éd. de l'Union Rationaliste, 1965 (avec Evry Schatzman, Jean-Claude Pecker...)
- Grégory Gutierez, Le discours du réalisme fantastique : la revue Planète Mémoire de Maîtrise de Lettres Modernes Spécialisées, Université Sorbonne - Paris IV, UFR de Langue Française, 1997-1998, 133 p
- Damien Karbovnik, L’ésotérisme grand public : le réalisme fantastique et sa réception : contribution à une sociohistoire de l'occulture (thèse), Université Paul-Valéry-Montpellier-III, 2017, 534 p. (lire en ligne [PDF])
- Pierre Lagrange, « Renaissance d'un ésotérisme occidental (1945-1960) », dans Claudie Voisenat et Pierre Lagrange (dir.) (préf. Daniel Fabre), L'ésotérisme contemporain et ses lecteurs : entre savoirs, croyances et fictions, Paris, Bibliothèque publique d'information, Centre Pompidou, coll. « Études et recherche / Bibliothèque publique d'information », 2005, 407 p. (ISBN 2-84246-092-8, lire en ligne), p. 45-96
- Michel Winock, « Le phénomène "Planète" », dans Chronique des années soixante, Paris, Seuil, 1987, p. 74-77

#### Curiosités
- Les Magiciens démasqués. Santé et prospérité des pseudo-savants, ouvrage de Martin Gardner, 1966, éd. Presses de la Cité: paru initialement antérieurement au mouvement Planète, aux États-Unis (titre original Fads and fallacies in the name of science, Dover Publications, 1957, New York), l'éditeur français devant juger le nouveau titre plus "porteur", en termes de ventes espérées à l'époque.
- Le retour des Magiciens. Le cri d'alarme d'un scientifique, Remy Chauvin, éd. JMG, 2002: plaidoyer indirect pour le mouvement de pensée Planète, plus de 30 ans après sa disparition.

#### Médiathèque
- Le Masque et la Plume, émission radiophonique du 21 février 1961 : critique littéraire du Matin des Magiciens par Luc Estang

- Radioscopie de Jacques Chancel, le 20 février 1978, consacrée à Louis Pauwels
- « La philosophie du « Nouveau Planète » »(Archive.org • Wikiwix • Archive.is • Google • Que faire ?), émissions de la série « Par 4 Chemins », Radio-Canada, du 9 au 21 juin 1989